# Kraamvrouwenkoorts
Kraamvrouwenkoorts is een bacteriële infectie die ontstaat kort na een partus of miskraam. Zij ontwikkelt zich meestal in de eerste 24 uur na de bevalling en wordt meestal gekenmerkt door hoge koorts, koude rillingen en lage buikpijn.

## Ignaz Semmelweis
Ignaz Semmelweis (1818-1865) was een Hongaarse arts in het Keizerrijk Oostenrijk. Hij bestudeerde de ziekte en beschreef stap voor stap het verloop ervan. Eerst krijgen de getroffen vrouwen last van hoge koorts. Daarna volgt een erge dorst. Vervolgens een lage en snelle (maar vaak zwakke) pols. Een paar dagen later verschijnen er paars-blauwe vlekken op de huid. Bij autopsie blijkt dat alle organen zijn ontstoken en dat overal haarden met pus zitten.

## Hygiëne
In Semmelweis' tijd was de oorzaak van de kraamvrouwenkoorts nog onbekend. Hij ontdekte in 1847 dat hygiënische maatregelen bij artsen het voorkomen sterk verminderde. Er was toen nog niet bekend dat de ziekte werd veroorzaakt door de groep-A-streptokokbacterie, op de handen van de arts, als die ermee in aanraking was geweest. Dat was dikwijls het geval bij artsen die ook met lijken in aanraking waren gekomen. Wanneer kraamvrouwen alleen maar werden verzorgd door vroedvrouwen of verpleegsters, trad de besmetting bijna niet op. Ook tegenwoordig worden zwangeren nog met enige regelmaat besmet waardoor kraamvrouwenkoorts ontstaat. Meestal komt dit door onvoldoende hygiëne van gezondheidsmedewerkers of doordat de zwangere zelf draagster is van groep-A-streptokokken in de darm.

## Meester Philippe
Semmelweis' ontdekking maakte dat grote vorderingen konden worden gemaakt inzake de bestrijding van kraamvrouwenkoorts door een preventieve aanpak, zoals het desinfecteren van de handen. Het duurde echter nog vele jaren voordat alle artsen en andere zorgverleners die bij een bevalling betrokken waren zich door de nieuwe inzichten lieten overtuigen. De Fransman Meester Philippe (Nizier Anthelme Philippe, 1849-1905) heeft hiertoe sterk bijgedragen. Hij promoveerde in 1884 in Cincinnati (Ohio) tot doctor in de geneeskunde met het proefschrift Principes der hygiëne bij zwangerschap en bevalling.